# Hey, Hey, What Can I Do?
«Hey, Hey, What Can I Do» (en español: «Hey, hey, ¿Que puedo hacer?») es una canción del grupo británico de hard rock, Led Zeppelin, proveniente de las sesiones del álbum Led Zeppelin III, escrita por los 4 miembros de la banda y producida por el guitarrista Jimmy Page
La canción fue lanzada como sencillo el 5 de noviembre de 1970, como lado b de Immigrant Song, aunque con el tiempo se ganó su propia popularidad

## Composición
Como la mayoría de las canciones en Led Zeppelin III, esta es una composición acústica escrita por los 4 miembros de la banda, ha sido clasificada como una combinación de hard rock con country rock o folk rock. El tema relata la historia de Robert Plant con una chica, donde termina en desamor

## Grabación
La canción fue grabada en las sesiones del tercer álbum de Led Zeppelin, pero no fue parte del álbum, envés de quedarse como una simple canción inédita, se le vio un potencial comercial y se lanzó como el lado B de Immigrant Song

## Apariciones
Este fue el único sencillo de Led Zeppelin en no aparecer en ningún álbum, mas sin embargo, apareció en distintos otros álbumes. Para empezar, la canción apareció en la edición deluxe del Coda, junto con otros temas como Traveling Riverside Blues (escrita por Page) y Baby Come On Home (de las sesiones de Led Zeppelin). También apareció en el álbum de varios artistas realizado por Atlantic Records llamada "The New Age of Atlantic" y por último, se incluyó en el conjunto de 10 cajas The Complete Studio Recordings y en la caja de 12 discos Led Zeppelin Definitive Collection